# سوان‌هیلد

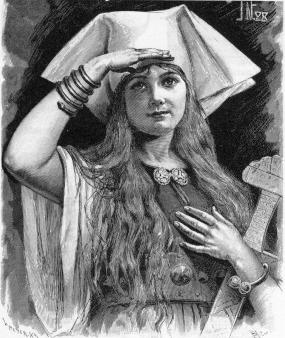
تصویر سوانهیلد کشیده شده توسط فردریک سندرز (۱۸۹۳)

سِوان‌هیلد در اساطیر ژرمن‌ها، دختر بسیار زیبای زیگورد و گودرون بود که مرگ وحشتناک او به دست شوهر حسودش ارماناریک (یورمونرک)، پادشاه سالخورده گوت‌ها در بسیاری از روایات و داستان‌های شمال اروپا از جمله ادای منظوم، ادای منثور، و ولسونگا ساگا؛ شعر اسکالدیک رگنارسدراپا؛ اثر لاتین دانمارکی گستا دانوروم و سرود نیبلونگ‌ها بیان شده است. او خواهر دوقلوی زیگموند زیگوردارسون و خواهر ناتنی آسلاگ، دختر زیگورد و برون‌هیلد بود.
او به عنوان یکی از زیباترین زنان به‌شمار می‌رفت به طوری که شاه پیر ارماناریک، پادشاه گوت‌ها شیفتهٔ او شده و خواستار ازدواج با او شد، اما به اتهام رابطه نامشروع با شاهزاده راندور، به مجازات مرگ محکوم شد. سوانهیلد عاشق راندور بود و این قضیه به دست بیکی، مشاور پادشاه به او اعلام گردید. در این بین شاه پسرش راندور را به دار آویخت و سوانهیلد نیز توسط لگدمال شدن زیر سُم اسب‌ها در جلوی دروازهٔ قلعه به شکل وحشتناکی کشته شد. در روایات گفته شده در ابتدا اسب‌ها تمایلی برای آسیب‌رساندن به سوانهیلد را نداشتند، چون او چشمانی زیبا و بانفوذ همانند پدرش را به ارث برده بود. پس از این اتفاق، مادر سوانهیلد برای گرفتن انتقام، برادران ناتنی او را دقیقاً به همین شکل مجازات کرد و پسران بازماندهٔ گودرون به انتقام خون او، ارماناریک را در قصرش دستگیر کردند و دست‌ها و پاهایش را از بدن جدا کردند. پیش از آنکه آن‌ها بتوانند او را بکشند، با فریادی بلند به افراد خود دستور داد که مهاجمان را دستگیر و سنگسار کنند، اما آن‌ها نیز کشته شدند.